# Іскрівський заказник
І́скрівський заказник — лісовий заказник місцевого значення в Україні. Об'єкт природно-заповідного фонду Полтавської області.

## Опис
Розташований у Полтавському районі Полтавської області, між селами Черняківка, Іскрівка, Верхні Рівні, у лісовому масиві Іскрівського лісництва (кв. 1-3, 5-7, 9-11, 13-71, 75-82, 84, 85, 87-90). 
Площа 2243 га. Створений відповідно до Рішення Полтавської облради від 20.12.1993 року. Перебуває у віданні Полтавського лісгоспу. 
Статус надано з метою збереження та охорони одного з найбільш збережених в області лісових масивів, що репрезентує лісову рослинність, характерну для центральної частини лівобережного Лісостепу.
Рельєф заказника рівнинний, подекуди пересічений неглибокими балками. Основу лісових насаджень складає дуб звичайний віком 70-80 років, також зростають липа серцелиста, клен гостролистий, у середньому ярусі — в'яз, клен польовий, на узліссях — клен татарський. У підліску домінує ліщина звичайна, часто трапляються бузина чорна, свидина криваво-червона, рідше — бруслина бородавчаста та бруслина європейська. У заказнику трапляються окремі дуби, вік яких понад 200 років. 
Трав'яний покрив заказника добре розвинутий та різноманітний за видовим складом. Тут зростають типові лісові рослини, найпоширенішими з яких є розхідник звичайний, зірочник лісовий, осока волосиста, копитняк європейський, переліска багаторічна. У пониженнях і на днищах балок зростає яглиця звичайна. Також трапляються купина багатоквіткова, фіалка запашна, фіалка дивна. Лісові злаки представлені тонконогом дібровним, кострицею велетенською, перлівкою пониклою, просянкою розлогою.
Заказник є місцем зростання весняних первоцвітів — проліска сибірська, ряст ущільнений, тюльпан дібровний. 
Влітку трав'яний покрив розріджений і представлений тіневитривалими видами, зокрема медунка темна. На узліссях зростають дзвоники широколисті та кропиволисті, волошка фригійська, а також рідкісна в області рослина — черсак волосистий. З регіонально рідкісних видів рослин трапляються конвалія звичайна, шоломниця висока, аконіт шерстистовустний. 
Особливу цінність становить коручка чемерникоподібна — вид орхідей, занесений до Червоної книги України.